# مایلو اسپربر
مایلو اسپربر (انگلیسی: Milo Sperber؛ ‏ ۲۰ مارس ۱۹۱۱ – ۲۲ دسامبر ۱۹۹۲) بازیگر و فیلم‌نامه‌نویس اهل بریتانیا بود.
از فیلم‌ها یا مجموعه‌های تلویزیونی که وی در آن‌ها نقش داشته‌است، می‌توان به فاتحان، عملیات کراسبو، مغز بیلیون دلاری، پراویدنس، جاسوسی که دوستم داشت اشاره نمود.